# Lieven Malfait
Lieven Malfait (Kuurne, 18 juni 1952) is een voormalig Belgisch wielrenner. Malfait was beroepsrenner van 1974 tot 1982. Hij is een oom van Leif Hoste.

## Belangrijkste overwinningen
1973
- Ardense Pijl

1974
- Omloop der drie Proviniciën
- Omloop van de Westkust De Panne

1976
- Omloop van het Houtland

1980
- Omloop Mandel-Leie-Schelde
- Omloop van de Vlasstreek

## Resultaten in voornaamste wedstrijden
| Jaar | Ronde van Italië | Ronde van Frankrijk | Ronde van Spanje |
| ---- | ---------------- | ------------------- | ---------------- |
| 1974 |                  |                     |                  |
| 1975 |                  |                     |                  |
| 1976 |                  |                     |                  |
| 1977 | 91e              |                     | buiten tijd      |
| 1978 |                  |                     |                  |
| 1979 |                  | opgave              | opgave           |
| 1981 |                  |                     |                  |

| Jaar | Milaan-San Remo | Gent-Wevelgem | Ronde van Vlaanderen | Parijs-Roubaix | Amstel Gold Race | Luik-Bast.‑Luik | Waalse Pijl | Parijs-Brussel |
| ---- | --------------- | ------------- | -------------------- | -------------- | ---------------- | --------------- | ----------- | -------------- |
| 1974 | 21e             |               | 45e                  | 32e            | 17e              | 28e             |             | 37e            |
| 1975 |                 |               |                      | 37e            |                  |                 |             | 20e            |
| 1976 | 15e             |               |                      |                |                  | 25e             | 19e         |                |
| 1977 | 85e             |               |                      |                | 51e              |                 |             |                |
| 1978 |                 |               |                      |                |                  |                 | 40e         |                |
| 1979 |                 |               |                      |                |                  |                 |             |                |
| 1981 |                 | 58e           |                      |                |                  |                 |             |                |

## Ploegen
- 1974 - Watney-Maes
- 1975 - Maes-Watney
- 1976 - Maes-Rokado
- 1977 - Flandria-Velda
- 1978 - Avia-Groene Leeuw
- 1979 - Splendor-Eurosoap
- 1980 - Splendor-Admiral
- 1981 - Wickes-Splendor
- 1982 - Wickes-Splendor